# Nellia haywardi
Nellia haywardi är en mossdjursart som beskrevs av David och Pouyet 1986. Nellia haywardi ingår i släktet Nellia och familjen Quadricellariidae. Inga underarter finns listade i Catalogue of Life.